# جوزيف بي. رينولدز
جوزيف بي. رينولدز (بالإنجليزية: Joseph B. Reynolds)‏ هو محامي وسياسي أمريكي، ولد في 5 فبراير 1836، وتوفي في 28 مارس 1898. حزبياً، نشط في الحزب الديمقراطي. وقد انتخب عضو جمعية ولاية ويسكونسن.